# Клавирные концерты И. С. Баха
Клавирные концерты Баха — написанные композитором концерты для клавесина (в наше время часто исполняются на фортепиано), струнного оркестра и бассо континуо. Кроме того, известен его «Итальянский» концерт для клавира без оркестра, BWV 971. Концерты с оркестром включают девять концертов для одного клавира с оркестром, три концерта для двух клавиров с оркестром, два концерта для трёх клавиров с оркестром и один концерт для четырёх клавиров с оркестром на тему Вивальди, а также концерт для флейты, скрипки и клавира с оркестром BWV 1044. Концерты для одного — четырёх клавиров с оркестром включены в каталог Шмидера соответственно под номерами BWV 1052—1065.
Время создания клавирных концертов приблизительно датируется 30-ми годами XVIII века. С 1729 года Бах возглавлял Музыкальное студенческое общество (Collegium musicum) при Лейпцигском университете, участвуя в его концертах в качестве дирижёра и солиста. Именно для этих выступлений и были созданы концерты для одного, двух, трёх и четырёх клавесинов с оркестром. Подавляющее большинство этих произведений — авторские переработки ранее написанных сочинений для других инструментов (судя по характеру и фактуре сольных партий, главным образом скрипичных концертов). Из оригинальных версий, созданных в Кётене около 1720 года, сохранились лишь немногие (сейчас с успехом исполняются «обратные» переложения ряда клавирных концертов, осуществленные с целью воссоздать их оригинальное звучание). Поэтому среди музыкальных критиков существуют мнения, что первоначальные варианты некоторых концертов принадлежат не Баху, а кому-то из его современников. Однако, за исключением концерта для четырёх клавиров, представляющего собой обработку одного из концертов Вивальди, это предположение критики рассматривают как маловероятное. Содержание самой музыки клавирных концертов, характер тематизма, приёмы развития, структурная планировка ярко и убедительно свидетельствуют о принадлежности их перу Баха. Ещё одним подтверждением служит использование ряда частей концертов в качестве отдельных номеров в кантатах, куда Бах едва ли ввел бы фрагменты чужих инструментальных сочинений.

## Транскрипции концертов
Осуществляя транскрипции скрипичных концертов для клавира, Бах обычно ограничивался почти буквальным перенесением скрипичной партии в клавесинную с добавлением в левой руке басового сопровождения и тональной транспозицией произведения на тон ниже.

«В сущности, все произведения Баха созданы для идеального инструмента, заимствующего от клавишных возможности полифонической игры, а от струнных все преимущества в извлечении звука».— Альберт Швейцер
Подобное сочетание всегда присуще сольным партиям баховских концертов, уже приближающимся по функции к концертам Гайдна и Моцарта.
Также, использовались особенности игры на клавире. Присутствующие долгие пассажи шестнадцатыми превращались в более оригинальные и интересные пассажи тридцать вторыми. В клавирных концертах также довольно часто накладывались украшения и трели, которых не было в скрипичной партии.

## Концерты для одного клавира[2]

### Концерт № 1 для клавира с оркестром (ре минор) BWV 1052
Состоит из трёх частей:
- Allegro (¢) ~ 8 мин.
- Adagio (3/4) ~ 6 мин.
- Allegro (3/4) ~ 8 мин.

Длительность: ~ 22 мин.
Исполнительский состав:
- Клавир (клавесин) — соло
- Скрипка I
- Скрипка II
- Альт
- Бассо континуо (Виолончель)

Год: 1738
Переложения и реконструкции:
Концерт переложен из утерянного скрипичного концерта BWV 1052R.
Первая часть — Sinfonia из кантаты BWV 146 'Wir müssen durch viel Trübsal in das Reich Gottes eingehen'.
Вторая часть — Coro из кантаты BWV 146 'Wir müssen durch viel Trübsal in das Reich Gottes eingehen'.
Третья часть — Sinfonia из кантаты BWV 188 'Ich habe meine Zuversicht'.

Этот концерт относится к популярнейшим произведениям Баха. Хотя несохранившийся оригинал его был, очевидно, предназначен для скрипки (сейчас нередко можно услышать его реконструкцию), клавирный вариант впечатляет совершенством письма и, как указывает немецкий музыковед Филипп Вольфрум, «менее всего напоминает о своем скрипичном происхождении».
Концерт ре минор выделяется широтой масштабов, глубиной драматизма. В основе первой части лежит энергичная суровая мелодия, излагаемая мощным унисоном оркестра и солиста. Её острохарактерный синкопированный мотив подвергается активной разработке. Новая сумрачная тема «токкатного» характера дважды появляется в доминантовой и главной тональности, подобно побочной партии сонатной формы. Перед последним проведением ритурнеля звучит краткая каденция солиста, подводящая к заключительной кульминации.
Мрачная сосредоточенная экспрессия отличает вторую часть, Adagio соль минор, основанную на приёме basso ostinato (непрерывного баса).
Третья часть, Allegro, как и в большинстве концертов Баха, своего рода образная реприза первой части. Широко развитая, подвижная и упругая главная тема, «токкатные» мотивы солиста в эпизодах вызывают непосредственные ассоциации с тематизмом первого Allegro, подчеркивая общий для всего произведения драматичный характер.

### Концерт № 2 для клавира с оркестром (ми мажор) BWV 1053
Состоит из трёх частей:
- Allegro (c) ~ 9 мин.

Прослушать (недоступная ссылка) (Windows Media Player)
- Siciliano (12/8) ~ 5 мин.

Прослушать (недоступная ссылка) (Windows Media Player)
- Allegro (3/8) ~ 7 мин.

Прослушать (недоступная ссылка) (Windows Media Player)
Исполнитель: Gustav Leonhardt — harpsichord; Leonhardt-Consort, con. Gustav Leonhardt.
Длительность: ~ 21 мин.
Исполнительский состав:
- Клавир (клавесин) — соло
- Скрипка I
- Скрипка II
- Альт
- Бассо Континуо (Виолончель)

Год:1739
Переложения и реконструкции:
Концерт, вероятно, переложен из утерянного концерта для гобоя BWV 1053R.
Первая часть — Sinfonia из кантаты BWV 169 'Gott soll allein mein Herze haben'.
Вторая часть — Aria № 5 из кантаты BWV 169 'Gott soll allein mein Herze haben'.
Третья часть — Sinfonia из кантаты BWV 49 'Ich geh und suche mit Verlangen'.
Вопрос о происхождении Концерта для клавира с оркестром № 2 ми мажор, BWV 1053 до сих пор точно не выяснен. В фактуре его сольной партии немало черт, близких специфике клавирного и органного письма Баха, поэтому существование более раннего скрипичного варианта подвергается сомнению. В то же время все части концерта встречаются и в баховских кантатах: первая и третья части в качестве вступительных симфоний в кантатах № 169 и № 49 (с солирующим органом вместо клавесина), вторая часть — как ария альта в Кантате № 169. Некоторые исследователи считают, что упомянутые кантаты возникли раньше Концерта, который, следовательно, явился переработкой их частей. Но не исключено, что, напротив, материал Концерта послужил основой для кантат, что подтверждается характерным тональным сдвигом на тон ниже в симфонии и арии Кантаты № 169. В таком случае возможно, что Концерт № 2 — оригинальная композиция для клавесина.
Приподнятость и оптимизм концерта господствуют в его первой части, написанной в трёхчастной репризной форме 'da Capo'.
Подвижная моторная тема — ритурнель, вместо традиционного постоянного изложения оркестром, попеременно звучит то у солиста, то у струнных. Средний раздел вносит лёгкий контраст минорной тональной окраской.
Вторая часть — Siciliana до диез минор — переносит в сферу элегической грусти. Используя жанр итальянского танца сицилианы с его характерным «покачивающимся» ритмом, Бах создает интермеццо. Партия клавира, ведущая в обрамляющих построениях фигурационное сопровождение, а в центральной части — мелодический голос, выделяется пластичностью и изысканностью рисунка.
Структура, драматургия и образный строй финала, Allegro, в точности повторяют первую часть, создавая своеобразную «арку». Но, как обычно в заключительных частях, здесь ярче выявлен танцевальный элемент — ритмическая пульсация музыки напоминает подвижный французский танец паспье.

### Концерт № 3 для клавира с оркестром (ре мажор) BWV 1054
Состоит из трёх частей:
- Allegro (¢) ~ 8 мин.

Прослушать (недоступная ссылка) (Windows Media Player)
- Adagio e sempre piano (3/4) ~ 6 мин.

Прослушать (недоступная ссылка) (Windows Media Player)
- Allegro (3/8) ~ 3 мин.

Прослушать (недоступная ссылка) (Windows Media Player)
Исполнитель: Gustav Leonhardt — harpsichord; Leonhardt-Consort, con. Gustav Leonhardt.
Длительность: ~ 17 мин.
Исполнительский состав:
- Клавир (клавесин) — соло
- Скрипка I
- Скрипка II
- Альт
- Бассо Континуо (Виолончель)

Год: 1740
Переложения и реконструкции:
Концерт является переложением скрипичного концерта BWV 1042 (ми-мажор)
Концерт для клавира с оркестром № 3 ре мажор, BWV 1054 — переработка Скрипичного концерта № 2 ми мажор, BWV 1043, по словам А. Швейцера,
«полного непобедимой жизнерадостности, которая в первой и последней части изливается в торжествующей песне».
Основная тема первой части, открывающаяся броской призывной интонацией, сочетает в себе праздничность и энергию, ярко оттеняемые драматичным средним разделом (здесь снова применена форма da capo), завершающимся патетическим речитативом.
Вторая часть, Adagio e piano sempre си минор, принадлежит к самым потрясающим страницам баховоких концертов.

«Оно так прекрасно, что не знаешь даже, как и расположиться, чтобы достойно воспринять его. И когда выходишь из концерта, невольно удивляешься, что небо в вышине не стало синее и Парфенон не вырос вдруг пред тобою из-под земли»— Клод Дебюсси
Как и в медленной части Первого концерта, здесь использован принцип basso ostinato. Сумрачно и угрюмо звучит мелодия, возникающая в глубоких басах оркестра. К ней присоединяются полные экспрессии речитативы солиста. Остинатная фигура баса то появляется, то исчезает, уступая место монологу, звучащему, подобно человеческому голосу, то нежно и задушевно, то страстно и патетично.
Финал концерта — Allegro — подвижный менуэт в форме простого рондо. Яркая и нарядная звучность рефрена у tutti чередуется с фразами солиста в четырёх кратких эпизодах, где изначальная скрипичная природа тематизма ощутима особенно рельефно.

### Концерт № 4 для клавира с оркестром (ля мажор) BWV 1055
Состоит из трёх частей:
- Allegro (¢) ~ 5 мин.

Прослушать (недоступная ссылка) (Windows Media Player)
- Larghetto (12/8) ~ 5 мин.

Прослушать (недоступная ссылка) (Windows Media Player)
- Allegro ma non tanto (3/8) ~ 4 мин.

Прослушать (недоступная ссылка) (Windows Media Player)
Исполнитель: Gustav Leonhardt — harpsichord; Leonhardt-Consort, con. Gustav Leonhardt.
Длительность: ~ 14 мин.
Исполнительский состав:
- Клавир (клавесин) — соло
- Скрипка I
- Скрипка II
- Альт
- Бассо Континуо (Виолончель)

Год: 1741
Оригинал Концерта для клавира с оркестром № 4 ля мажор, BWV 1055 был утерян, но характер сольной партии, хотя и разработанной местами (особенно в финале) в клавесинной манере, снова свидетельствует о его скрипичном происхождении. Образный строй этого произведения — ясный и жизнерадостный — близок ми мажорному концерту.
Первая часть, Allegro, выделяется доминирующей ролью солиста, партия которого нигде не дублирует оркестр, ведя мелодический голос и в энергичном масштабном ритурнеле, где её поддерживает tutti, и в развитых сольных эпизодах, где появляется новая тема, более спокойная и лирическая.
Вторая часть, Larghetto фа диез минор, выдержана в характере своеобразной инструментальной арии-lamento (жалобы). С этим широко распространённым в ту эпоху вокальным жанром Larghetto роднит и нисходящий хроматический бас, служащий фундаментом скорбной мелодии, проведения которой в партии оркестра обрамляют часть, и выразительный декламационный склад фигурации солиста, звучащих на фоне интонаций основной темы.
Финал концерта, Allegro ma non tanto, напоминает торжественный полонез. Богатая орнаментика и разнообразие ритмического рисунка мелодики, — очевидно, следствие влияния французской инструментальной музыки, многие черты которой были восприняты в Германии Г. Ф. Телеманом, а отчасти и Бахом.

### Концерт № 5 для клавира с оркестром (фа минор) BWV 1056
Состоит из трёх частей:
- Allegro (2/4) ~ 3 мин.

Прослушать (недоступная ссылка) (Windows Media Player)
- Largo (c) ~ 2 мин.

Прослушать (недоступная ссылка) (Windows Media Player)
- Presto (3/4) ~ 4 мин.

Прослушать (недоступная ссылка) (Windows Media Player)
Исполнитель: Gustav Leonhardt — harpsichord; Leonhardt-Consort, con. Gustav Leonhardt.
Длительность: ~ 10 мин.
Исполнительский состав:
- Клавир (клавесин) — соло
- Скрипка I
- Скрипка II
- Альт
- Бассо Континуо (Виолончель)

Год: 1742
Переложения и реконструкции: Концерт, вероятно, переложен из утерянного скрипичного концерта BWV 1056R.
Вторая часть — Sinfonia из кантаты BWV 156 'Ich steh mit einem Fuß im Grabe'
Концерт для клавира с оркестром № 5 фа минор, BWV 1056 также представляет собой транскрипцию утерянного скрипичного концерта (сейчас нередко исполняется его «обратное» переложение). Это замечательное произведение отличается сочетанием драматической напряжённости, с первых же тактов приковывающей внимание слушателя, и предельного лаконизма выражения (по протяженности Пятый концерт — один из самых кратких).
Первую часть пронизывает суровая поступь главной темы с характерными перекличками — «эхо» между солистом и оркестром — великолепного образца баховского тематизма. Импровизационность изложения, свойственная сольной партии, выразительно оттеняет кульминационные моменты.
Вторая часть — Largo ля бемоль мажор — «лирическое отступление». Созданию общего колорита способствует тонкость и прозрачность инструментовки: прекрасная возвышенная мелодия, расцвеченная фигурациями, от начала до конца поручена солисту, сопровождаясь лёгкими аккомпанирующими аккордами струнных. Композитор использовал эту часть в качестве вступительной симфонии в Кантате № 156, поручив солирующую партию гобою.
Третья часть, Presto, снова возвращает к драматическим образам. Основная тема имеет некоторую интонационную близость с ритурнелем первой части; здесь также использован эффект «эхо». Но в финале заметны и танцевальные черты: быстрое моторное движение в трёхдольном размере несколько напоминает паспье (старинный французский танец, похожий на менуэт).

### Концерт № 6 для клавира и двух флейт с оркестром (фа мажор) BWV 1057
Состоит из трёх частей:
- Allegro (3/8) ~ 7 мин.

Прослушать (недоступная ссылка) (Windows Media Player)
- Andante (3/4) ~ 4 мин.

Прослушать (недоступная ссылка) (Windows Media Player)
- Allegro assai (c) ~ 5 мин.

Прослушать (недоступная ссылка) (Windows Media Player)
Исполнитель: Gustav Leonhardt — harpsichord; Frans Brueggen, Jeanette van Wingerden — recorder; Leonhardt-Consort, con. Gustav Leonhardt.
Длительность: ~ 16 мин.
Исполнительский состав:
- Клавир (клавесин) — соло
- Флейта (блокфлейта) I
- Флейта (блокфлейта) II
- Скрипка I
- Скрипка II
- Альт
- Бассо Континуо (Виолончель)

Год:1743
Переложения и реконструкции:
Концерт является переложением Бранденбургского концерта № 4 Соль-мажор (BWV 1049)

### Концерт № 7 для клавира с оркестром (соль минор) BWV 1058
Состоит из трёх частей:
- Allegro (2/4) ~ 3 мин.

Прослушать (недоступная ссылка) (Windows Media Player)
- Andante (c) ~ 6 мин.

Прослушать (недоступная ссылка) (Windows Media Player)
- Allegro assai (9/8) ~ 3 мин.

Прослушать (недоступная ссылка) (Windows Media Player)
Исполнитель: Gustav Leonhardt — harpsichord; Leonhardt-Consort, con. Gustav Leonhardt.
Длительность: ~ 12 мин.
Исполнительский состав:
- Клавир (клавесин) — соло
- Скрипка I
- Скрипка II
- Альт
- Бассо Континуо (Виолончель)

Год:1744
Переложения и реконструкции:
Концерт является переложением скрипичного концерта BWV 1041 (ля-минор)

Концерт для клавира с оркестром № 7 соль минор, BWV 1058 — переложение Скрипичного концерта № 1 ля минор, BWV 1041. 

«Величавым в своей суровой красоте»

 называл А. Швейцер это вдохновенное произведение.
В основе первой части лежит сопоставление двух тем. Суровой драматической экспрессии полон оркестровый ритурнель, появляющийся каждый раз в обновленном интонационном облике. Солист вступает с новой темой — напевной, печальной. Обилие острозвучащих мелодико-гармонических оборотов подчеркивает напряжённость развития.
Во второй части, Andante си-бемоль мажор, присутствует созерцательная лирика, не лишенная величественного оттенка. Основная тема, торжественно изложенная tutti, превращается в дальнейшем в остинатное сопровождение мелодии солиста, звучащей то светло и нежно, то, напротив, затаённо, скорбно.
Динамичное финальное Allegro assai по настроению перекликается с первой частью. Тема оркестра с имитационно-фугированным изложением в обрамляющих проведениях здесь также чередуется с печальной мелодией солиста, но контраст между ними сглажен пронизывающим финал моторным движением жиги, типичным для заключительных частей инструментальных циклов эпохи барокко.

### Концерт № 8 для клавира, скрипки и флейты с оркестром (ля минор) BWV 1044
Состоит из трёх частей:
- Allegro (c) ~ 9 мин.

Прослушать (недоступная ссылка) (Windows Media Player)
- Adagio ma non tanto e dolce (6/8) ~ 6 мин.

Прослушать (недоступная ссылка) (Windows Media Player)
- Alla breve (¢) ~ 8 мин.

Прослушать (недоступная ссылка) (Windows Media Player)
Исполнитель: Frans Brueggen — transverse flute; Marie Leonhardt — violin; Gustav Leonhardt — harpsichord; Leonhardt-Consort, con. Gustav Leonhardt.
Длительность: ~ 23 мин.
Исполнительский состав:
- Клавир (клавесин) — соло
- Скрипка — соло
- Флейта — соло
- Скрипка I
- Скрипка II
- Альт
- Бассо Континуо (Виолончель)

Год:1730
Переложения и реконструкции:
Адаптация для камерного оркестра:
Первая часть — Прелюдия для клавесина BWV 894.
Вторая часть — Adagio e dolce из органной сонаты BWV 527.
Третья часть — Фуга для клавесина BWV 894.
Другое название — «Тройной концерт» данный концерт получил по составу: флейта, скрипка, клавир. Концерт привлекает к себе большое внимание своим неожиданным колоритом 3 совершенно разных по звучанию инструментов. Оркестр в данном концерте играет менее значительную роль.

Альберт Швейцер: 

Сравнивая первоначальный набросок с гениально расширенной разработкой, понимаешь гордость, с которой Бах созерцал рождение обоих клавирных сочинений из фуг, и мощное величие нового творения.

Первая часть, Allegro начинается со стремительно взлетающей темы, постоянное движение вверх. Ритурнель достаточно широк. Развита часть из прелюдии BWV 894.
Вторая часть — Adagio ma non tanto e dolce взятая из трио-сонаты BWV 527, тихая и умиротворённая. Мелодию ведёт клавесин и один из инструментов: флейта или скрипка, которые несколько раз меняются. Во время проведения темы флейтой, скрипка обращает внимание на pizzicato, которая придаёт умиротворённость произведению. Оркестр в данной части не участвует.
Третья часть названа по своему размеру — Alla breve. Также является некой репризой первой части, но не мелодической, а характерной. Третья часть заимствованна из фуги BWV 894.

### Концерт для клавира с оркестром (ре минор) BWV 1059
Состоит из трёх частей:
- Allegro (c) ~ 6 мин.

Прослушать (недоступная ссылка) (Windows Media Player)
- Adagio (c) ~ 1 мин.

Прослушать (недоступная ссылка) (Windows Media Player)
- Presto (3/8) ~ 3 мин.

Прослушать (недоступная ссылка) (Windows Media Player)
Исполнитель: Gustav Leonhardt — harpsichord; Leonhardt-Consort, con. Gustav Leonhardt.
Длительность: ~ 10 мин.
Исполнительский состав:
- Клавир (клавесин) — соло
- Скрипка I
- Скрипка II
- Альт
- Бассо Континуо (Виолончель)

Год:1745
Переложения и реконструкции:
От самого концерта осталось всего 10 тактов первой части. После того, как была обнаружена схожесть первой части с Sinfonia № 1 из кантаты BWV 35 «Geist Und Seele Wird Verwirret», первая часть реконструируется из этой Sinfonia № 1. Третья часть реконструирована из этой же кантаты, из Sinfonia № 5. Подходящего для второй части из этой кантаты при реконструкции найдено не было, поэтому вторая часть чаще всего является импровизационной каденцией исполнителя. Аналогичный концерт для гобоя также реконструирован из этой же кантаты, но вторая часть у него чаще всего другая: это может быть Sinfonia № 1 из кантаты BWV 156 «Ich Steh Mit Einem Fuss Im Grabe», или иногда вторая часть из концерта BWV 974 (переложение концерта ре минор для гобоя Марчелло). Впрочем, существуют и другие реконструкции.

## Концерты для двух клавиров
Помимо концертов для одного клавира с оркестром, Баху принадлежат три концерта для двух клавесинов и струнных. Сочетая несколько однородных клавишных инструментов и индивидуализируя их партии, Бах добивался необыкновенных по яркости колорита эффектов звучания.

### Концерт № 1 для двух клавиров с оркестром (до минор) BWV 1060
Состоит из трёх частей:
- Allegro (c) ~ 5 мин.

Прослушать (недоступная ссылка) (Windows Media Player)
- Largo ovvero Adagio (12/8) ~ 5 мин.

Прослушать (недоступная ссылка) (Windows Media Player)
- Allegro (2/4) ~ 4 мин.

Прослушать (недоступная ссылка) (Windows Media Player)
Исполнитель: Gustav Leonhardt — harpsichord; Eduard Mueller — harpsichord; Leonhardt-Consort, con. Gustav Leonhardt.
Длительность: ~ 14 мин.
Исполнительский состав:
- Клавир (клавесин) I — соло
- Клавир (клавесин) II — соло
- Скрипка I
- Скрипка II
- Альт
- Бассо Континуо (Виолончель)

Год:1735
Переложения и реконструкции:
Возможно, является переложением концерта BWV 1060R ре-минор для скрипки и гобоя
Концерт для двух клавиров с оркестром № 1 до минор, BWV 1060 представляет собой переложение утерянного концерта для двух скрипок или для гобоя и скрипки (для последнего инструментального состава осуществлена «обратная» транскрипция, пользующаяся широкой популярностью).
Сдержанным мужественным драматизмом пронизана первая часть. Суровый пафос основной темы с её мерной поступью «задает тон» всему Allegro. Сольные эпизоды выделяются интенсивностью развития мотивов ритурнеля, словно предвосхищая приёмы сонатной разработки.
Музыка второй части, Adagio ми бемоль мажор, окрашена в лирические тона. На фоне аккомпанирующего pizzicato струнных звучит имитационно-полифонический дуэт солистов, передающих друг другу напевную мелодию. Приглушенная звучность, мелькающие минорные «полутени» местами создают своеобразный, таинственный колорит.
Третья часть, Allegro, вновь возвращает к исходным образам произведения. Единственная тема финала, структура которого близка к монотематической старосонатной композиции, своим упругим ритмическим рисунком несколько напоминает бурре, но драматический характер указывает на танцевальные черты.

### Концерт № 2 для двух клавиров с оркестром (до мажор) BWV 1061
Состоит из трёх частей:
- Allegro (c) ~ 7 мин.

Прослушать (недоступная ссылка) (Windows Media Player)
- Adagio ovvero Largo (Quartetto tacet) (6/8) ~ 5 мин.

Прослушать (недоступная ссылка) (Windows Media Player)
- Fuga Vivace (c) ~ 6 мин.

Прослушать (недоступная ссылка) (Windows Media Player)
Исполнитель: Anneke Uittenbosch — harpsichord; Gustav Leonhardt — harpsichord; Leonhardt-Consort, con. Gustav Leonhardt.
Длительность: ~ 18 мин.
Исполнительский состав:
- Клавир (клавесин) I — соло
- Клавир (клавесин) II — соло
- Скрипка I
- Скрипка II
- Альт
- Бассо Континуо (Виолончель)

Год:1735
Переложения и реконструкции:
Существует ранняя версия концерта BWV 1061a — два клавесина-соло без оркестрового аккомпанемента.
Концерт для двух клавиров с оркестром № 2 до мажор, BWV 1061 — единственный из клавирных концертов Баха, который с уверенностью можно определить, как оригинальную клавесинную композицию. Оркестр здесь отступает на задний план, ограничиваясь лишь функцией скромного сопровождения; основную «нагрузку» несут партии солистов, очень фактурно насыщенные.
Первой части присущи черты праздничной монументальности. Тема ритурнеля, напоминающая многие торжественные вступления к баховоким кантатам, чередуется с мелодией эпизодов, близкой энергичным образам первых частей Бранденбургских концертов № 3 и № 6. Сольные партии сложно и многогранно взаимодействуют друг с другом, то чередуясь, то вступая в имитационные переклички, то соединяясь в ярком звучании.
Вторая часть, Adagio ovvero Largo ля минор, полна тихой задумчивой печали. Оркестр не играет вовсе, окончательно уступив место клавирному дуэту. Имитационная разработка начального мотива воплощена в строгой четырёхголосной фактуре, где все голоса ведут самостоятельную линию, сплетаясь в певучую полифоническую ткань.
Финал Концерта — четырёхголосная фуга, подвижная и развернутая тема которой близка темам органных фуг Баха. О родстве органному полифоническому стилю композитора свидетельствует и широта развития, протяженность интермедий, блестящий виртуозный тип изложения.

### Концерт № 3 для двух клавиров с оркестром (до минор) BWV 1062
Состоит из трёх частей:
- Allegro (c) ~ 3 мин.

Прослушать (недоступная ссылка) (Windows Media Player)
- Andante e piano (12/8) ~ 6 мин.

Прослушать (недоступная ссылка) (Windows Media Player)
- Allegro assai (3/4) ~ 5 мин.

Прослушать (недоступная ссылка) (Windows Media Player)
Исполнитель: Gustav Leonhardt — harpsichord; Eduard Mueller — harpsichord; Leonhardt-Consort, con. Gustav Leonhardt.
Длительность: ~ 14 мин.
Исполнительский состав:
- Клавир (клавесин) I — соло
- Клавир (клавесин) II — соло
- Скрипка I
- Скрипка II
- Альт
- Бассо Континуо (Виолончель)

Год:1735
Переложения и реконструкции:
Концерт является переложением двойного скрипичного концерта BWV 1043 (ре-минор)
Оригинал Концерта для двух клавиров с оркестром № 3 до минор, BWV 1062 — Концерт для двух скрипок ре минор, BWV 1043. Общая драматическая настроенность этого произведения сближает его с первым двойным концертом в той же тональности.
Первая часть пронизывает мелодия ритурнеля, которая содержит в себе нисходящий хроматический ход, придающий ей особую экспрессию. Первоначально образуя четырёхголосное фугато у tutti, она сменяется новым мотивом у солистов, вновь вторгаясь в развитие на гранях формы.
Вторая часть, Andante ми бемоль мажор, — лирическая. Здесь снова использован принцип имитационно-полифонического дуэта солистов со скромным оркестровым сопровождением. Красивая, естественно и непринужденно развитая основная мелодия близка дуэту «Domine Deus» из Мессы си минор (№ 7). Вторая тема не контрастирует первой, как бы дополняя её.
В финальном Allegro assai с новой силой воскресают драматические образы первой части. Бурной патетикой насыщена основная тема с её напряжёнными каноническими имитациями, вихревыми триольными мотивами. Сольные партии развиты и насыщены; солистам поручены мелодические голоса в ритурнеле, они же излагают две новые темы, появляющиеся в эпизодах и вносящие своеобразные «островки» лирических контрастов.

## Концерты для трёх клавиров
Происхождение двух концертов для трёх клавесинов окончательно не выяснено. А. Швейцер считал их оригинальными композициями. Однако существует мнение, что это все же мастерски сделанные транскрипции. 

«Иоганн Николаус Форкель 
Поразительным в этих концертах является то, что, наряду с гармоническим переплетением голосов и постоянным взаимодействием трёх солирующих инструментов, согласование смычковых инструментов носит также вполне самостоятельный характер. Едва ли можно себе представить, какое искусство было вложено в этот труд».

### Концерт № 1 для трёх клавиров с оркестром (ре минор) BWV 1063
Состоит из трёх частей:
- Allegro (3/8) ~ 5 мин.

Прослушать (недоступная ссылка) (Windows Media Player)
- Alla Siciliana (6/8) ~ 4 мин.

Прослушать (недоступная ссылка) (Windows Media Player)
- Allegro (2/4) ~ 5 мин.

Прослушать (недоступная ссылка) (Windows Media Player)
Исполнитель: Anneke Uittenbosch — harpsichord; Alan Curtis — harpsichord; Gustav Leonhardt — harpsichord; Leonhardt-Consort, con. Gustav Leonhardt.
Длительность: ~ 14 мин.
Исполнительский состав:
- Клавир (клавесин) I — соло
- Клавир (клавесин) II — соло
- Клавир (клавесин) III — соло
- Скрипка I
- Скрипка II
- Альт
- Бассо Континуо (Виолончель)

Год:1735
Переложения и реконструкции:
Возможно, существует аналог концерта в виде тройного скрипичного концерта BWV 1063R.
Концерт для трёх клавиров с оркестром № 1 ре минор, BWV 1063, возможно, переработан из утерянного концерта для скрипки, флейты и гобоя. Это предположение подтверждается главенствующей ролью первого клавира, партия которого, очевидно, переделанная из скрипичной, наиболее виртуозна, в то время как оригиналами более скромных партий второго и третьего клавесинов могли послужить солирующие голоса деревянных духовых.
Мощная драматическая сила музыки первой части роднит её с начальным Allegro ре минорного концерта для одного клавира. Главная тема здесь также поручена грозно звучащим унисонам tutti (в дальнейших проведениях она изложена канонически). Виртуозные каденции, вторгающиеся в сольные партии, придают развитию импровизационный элемент, усиливающий общую напряжённость.
Вторая часть — Alia Siciliana фа мажор — лирическая пастораль, основанная на вариационном принципе: вслед за оркестровым проведением каждого из разделов двухчастной формы следует его варьированное изложение у трио солистов. Хрупкость звучания, зыбкие «оминоренные» гармонии придают музыке как бы «предромантический» оттенок.
В финальном Allegro фугированное развитие чередуется со свободными интермедиями в сольных эпизодах, в которые время от времени вторгаются энергичные синкопированные интонации темы. По сравнению с предыдущими частями партии солистов здесь примерно одинаково сложны и развиты.

### Концерт № 2 для трёх клавиров с оркестром (до мажор) BWV 1064
Состоит из трёх частей:
- Allegro (c) ~ 6 мин.

Прослушать (недоступная ссылка) (Windows Media Player)
- Adagio (c) ~ 6 мин.

Прослушать (недоступная ссылка) (Windows Media Player)
- Allegro (¢) ~ 5 мин.

Прослушать (недоступная ссылка) (Windows Media Player)
Исполнитель: Anneke Uittenbosch — harpsichord; Alan Curtis — harpsichord; Gustav Leonhardt — harpsichord; Leonhardt-Consort, con. Gustav Leonhardt.
Длительность: ~ 17 мин.
Исполнительский состав:
- Клавир (клавесин) I — соло
- Клавир (клавесин) II — соло
- Клавир (клавесин) III — соло
- Скрипка I
- Скрипка II
- Альт
- Бассо Континуо (Виолончель)

Год:1735
Переложения и реконструкции:
Возможно, существует аналог концерта в виде тройного скрипичного концерта BWV 1064R.
Оригиналом Концерта для трёх клавиров с оркестром № 2 до мажор, BWV 1064, видимо, послужил утерянный тройной скрипичный концерт (широко известна его реконструкция). Это произведение полно праздничности и оптимизма, во многом близко знаменитому циклу Бранденбургских концертов.
В первой части, Allegro, уже в начальном проведении ритурнеля с его упругими фанфарными интонациями солисты и оркестр вступают в энергичное взаимодействие. Фактурная плотность, полифоническая насыщенность, частое применение аккордового склада в сольных партиях, ведущих линию развития, придают музыке подлинно симфоническую мощь.
Скорбная экспрессия второй части, Adagio ля минор, получает воплощение в чередованиях звучности оркестра. Обилие декламационных интонаций вызывают в памяти многочисленные вокальные ансамбли Баха.
Третья часть, Allegro, как бы концентрирует в себе свойственную произведению в целом динамичную энергию. Волевые интонации главной темы прослаивают музыку финала, появляясь то у солистов, то у tutti. Неоднократно появляющийся триольный мотив напоминает о первой части Бранденбургского концерта № 5, вообще обнаруживающего немало общих черт с до мажорным тройным концертом.

## Концерт для четырёх клавиров с оркестром (ля минор) BWV 1065
Состоит из трёх частей:
- Allegro (c) ~ 4 мин.

Прослушать (недоступная ссылка) (Windows Media Player)
- Largo (3/4) ~ 2 мин.

Прослушать (недоступная ссылка) (Windows Media Player)
- Allegro (6/8) ~ 4 мин.

Прослушать (недоступная ссылка) (Windows Media Player)
Исполнитель: Anneke Uittenbosch — harpsichord; Eduard Mueller — harpsichord; Janny van Wering — harpsichord; Gustav Leonhardt — harpsichord; Leonhardt-Consort, con. Gustav Leonhardt.
Длительность: ~ 10 мин.
Исполнительский состав:
- Клавир (клавесин) I — соло
- Клавир (клавесин) II — соло
- Клавир (клавесин) III — соло
- Клавир (клавесин) IV — соло
- Скрипка I
- Скрипка II
- Альт
- Бассо Континуо (Виолончель)

Год:1735
Переложения и реконструкции:
Является переложением концерта для четырёх скрипок (си-минор) А.Вивальди (Op. 3/10, RV580)
Единственный баховский Концерт для четырёх клавиров с оркестром ля минор, BWV 1065 представляет собой переложение концерта для четырёх скрипок, виолончели и струнных RV 580 си минор Антонио Вивальди — № 10 из знаменитого цикла 12 концертов «L’Estro armonico» («Гармоническое вдохновение»).
Оставляя неизменной партию оркестра, Бах вносит в сольные партии специфические клавесинные приёмы. Таким образом, одно из самых вдохновенных и драматичных творений Вивальди обрело в баховском переложении свой новый, уникальный по звучанию вариант.
Ритурнель первой части основан на упорных и настойчивых повторениях мотивов, то и дело властно напоминающих о себе, вторгаясь в виртуозные сольные эпизоды, не содержащие новых тем, но многообразные по фактуре и характеру изложения.
Во второй части, Largo, мощный аккордовый склад первого раздела сменяется в последующем построении мерной арпеджированной фигурацией, приводящей к краткой реминисценции аккордового вступления в заключительных тактах.
В финальном Allegro порывистый и напряжённый характер музыки, господство яркой и полновесной звучности как бы воссоздают картину разбушевавшихся стихий, неоднократно претворенную в творчестве Вивальди. Однако Бах как бы подчиняет музыку своей творческой индивидуальности; в его обработке она предстает в более сдержанной и строгой, но не менее впечатляющей музыки.

## Другие клавирные концерты И. С. Баха
- Концерт ре мажор BWV 1050a (ранняя версия BWV 1050)
- Концерт до мажор BWV 1061a (версия концерта BWV 1061 без оркестра)

Также у Баха есть клавирные концерты для клавира-соло.
- Итальянский концерт фа мажор BWV 971 из сборника Clavier-Übung II.

А также переложения Бахом концертов других композиторов:
- Концерт ре мажор BWV 972 (переложение концерта Вивальди Op. 3/7 RV567)
- Концерт соль мажор BWV 973 (переложение концерта Вивальди Op. 7/2 RV299)
- Концерт ре минор BWV 974 (переложение концерта ре минор для гобоя Марчелло)
- Концерт соль минор BWV 975 (переложение концерта Вивальди Op. 4/6 RV316a)
- Концерт до мажор BWV 976 (переложение концерта Вивальди Op. 3/12 RV265)
- Концерт до мажор BWV 977 (источник неизвестен, возможно, переложение концерта Марчелло)
- Концерт фа мажор BWV 978 (переложение концерта Вивальди Op. 3/3 RV310)
- Концерт си минор BWV 979 (источник неизвестен, возможно, переложение концерта Торелли для скрипки)
- Концерт соль мажор BWV 980 (переложение концерта Вивальди Op. 4/1 RV383a)
- Концерт до минор BWV 981 (возможно, переложение концерта Марчелло Op. 1/2)
- Концерт си-бемоль мажор BWV 982 (переложение концерта графа Иоганна Эрнста Op. 1/1)
- Концерт соль минор BWV 983 (источник неизвестен)
- Концерт до мажор BWV 984 (переложение концерта графа Иоганна Эрнста) (see BWV 595 for organ version)
- Концерт соль минор BWV 985 (переложение концерта Телемана)
- Концерт соль мажор BWV 986 (переложение концерта, приписываемого Телеману)
- Концерт ре минор BWV 987 (переложение концерта графа Иоганна Эрнста Op. 1/4)

## Исполнения
Клавирные концерты Баха достаточно популярны как среди исполнителей-аутентистов, так и среди исполнителей на современном фортепиано.
Одни из известных исполнений:

### Аутентизм
Аутентисты роялю предпочитают клавесин, современному оркестру —  ансамбль струнных инструментов, характерный для времени Баха (2-3, 2-3, 2, 2, 1-2). Звучание иногда отличается по строю (от 410 до 440).
- Густав Леонхардт
- Тревор Пиннок
- Рэймонд Леппард
- Боб ван Асперен
- Кристоф Руссе
- Маргарита Фёдорова
- Café Zimmermann

### Современное фортепиано
Исполняется на современном фортепиано и иногда полным симфоническим оркестром, а иногда уменьшенным, из за очень большого «звукового напора» скрипок и слишком густых басов, которые очень сильно меняют картину музыки.
- Татьяна Николаева
- Глен Гульд
- Святослав Рихтер
- Андрей Гаврилов

## Переложения
Некоторые клавирные концерты Баха имеют достаточно доступную клавирную партию для учеников музыкальных школ, однако репетиции со струнным ансамблем (не менее 4 участников) организовать бывает достаточно трудно. Вследствие этого, создаются переложения для более доступного состава инструментов, чаще всего для фортепианного дуэта (двух фортепиано).
Наиболее распространённые переложения:
- Концерт № 1 ре минор BWV 1052
- Концерт № 5 фа минор BWV 1056
- Концерт № 7 соль минор BWV 1058

Чаще всего исполняется одна (чаще первая) часть, так как ученику музыкальной школы трудно освоить более большой объём нотного теста, и работы над всем концертом в целом.